# Andy Plays Cupid
Andy Plays Cupid è un cortometraggio muto del 1914 diretto da Charles H. France.
Sesto cortometraggio della serie a un rullo The Adventures of Andy Clark prodotta dalla Edison.

## Produzione
Il film fu prodotto dalla Edison Manufacturing Company.

## Distribuzione
Distribuito dalla General Film Company, il film - un cortometraggio di una bobina - uscì nelle sale cinematografiche degli Stati Uniti il 13 maggio 1914.